# Operation Hitlerjugend
Operation Hitlerjugend, eller Hitlerjugend-sammansvärjningen, var ett fall som drevs av Sovjetunionens hemliga polis i samband med den stora utrensningen under senare halvan av 1930-talet. Fallet gick ut på en teori om att barn och ungdomar i Sovjetunionen, i första hand exiltyskar, i hemlighet var medlemmar i Hitlerjugend eller på annat sätt sympatiserade med nazism (nationalsocialism), fascism eller antikommunism. Några bevis lades aldrig fram, men utredningen resulterade ändå i att ett 70-tal människor, bland annat från den tyskspråkiga grundskolan Karl-Liebknecht-Schule och barnhemmet nr 6 i Moskva, blev arresterade, torterade och fängslade. Många avrättades eller dog i fångenskap. Några av de drabbade var själva barn till ledande kommunister. Inom några år uppdagades att utredningen hade varit felaktig och ett antal av utredarna blev själva arresterade, med påföljder från fängelsestraff till dödsstraff. På 1950-talet, efter Josef Stalins död, visade en ny granskning av dokumenten att anklagelserna hade varit helt grundlösa och överlevarna blev rehabiliterade.

## Bakgrund
Från Sovjetunionens tidigaste historia, med den röda terrorn och påföljande politiskt förtryck av misstänkta motståndare till oktoberrevolutionen, förekom utrensningar och massivt förtryck i Sovjetunionen, liksom utrensningar i Kommunistpartiet, såväl inom Sovjetunionens gränser som utomlands. Det förekom vågor av förföljelser där antalet människor som anklagades för att vara kontrarevolutionärer eller fascister ökade påtagligt. I sitt "hemliga tal" från 1956 sade Nikita Chrusjtjov att arresteringarna för kontrarevolutionära brott ökade tiofaldigt i antal mellan 1936 och 1937.
År 1938 började den hemliga polisen använda beteckningen "kontrarevolutionära fascistgrupper" när den genomförde rensningar av bland annat trotskister. Tyska medlemmar i styrelsen för Kommunistiska internationalen rapporterade vid mötet 28 april 1938 att 842 arresteringar hade genomförts.
Redan 1930 hade den sovjetiska hemliga polisen Tjeka, senare NKVD, utrett etniskt tyska ungdomar som misstänktes vara medlemmar i Hitlerjugend, men dessa utredningar skedde före den stora utrensningen och de som arresterades fick inte utstå samma hårda behandling som senare kom att användas. De flesta som utsattes för dessa tidiga arresteringar släpptes fria före 1934. I samband med den stora utrensningen började kommunistiska aktivister massarresteras och detta drabbade även deras fruar och barn. En del av dessa blev förvisade till gulag-läger, en del barn placerades på barnhem och i vissa fall blev äldre barn arresterade och åtalades för antirevolutionära aktiviteter och för att ha bildat antirevolutionära grupper. Internationella kommunister som levde i Sovjetunionen drabbades hårt, i synnerhet tyskar, som hade invandrat efter Nationalsocialistiska tyska arbetarepartiets makttillträde. Vuxna tyskar som fängslades blev anklagade för spioneri, men deras barn, som inte hade varit utanför Sovjetunionen på flera år, kunde inte med trovärdighet misstänkas för detta. Barnen blev istället åtalade för att ha bildat lokalavdelningar av Hitlerjugend.

## Nya anklagelser
Utredningar gällande NKVD-order nummer 8842, "Operation Hitlerjugend", inleddes i januari 1938. Folkkommissarien för NKVD gav order om att hitta och arrestera en grupp unga människor som stod anklagade för att ha bildad en avdelning inom Hitlerjugend, genom vilken de planerade att utföra sabotage och ett lönnmord. De beskylldes också för att hylla Adolf Hitler. Avdelning 4 inom säkerhetstjänsten GUGB, som stod under NKVD, hanterade hemliga politiska frågor och skötte administreringen av fallet; Avdelning 7, som hanterade utländska underrättelser, fullföljde orderna.
De som utförde arresteringarna hade kvoter för hur många arresteringar och erkännanden de skulle uppnå och tidsfrister för hur fort det skulle gå. Rudolph Traibman, som agerade tolk under förhören, sade senare att han blev hotad med arrestering när klagade inför sina överordnade. En annan samtida, Leonid M. Sakovskij, sade: "När Sorokin och Persitz beordrade G. Jakubovitj att skriva under arresteringsorder, lade Jakubovitj sitt armbandsur på skrivbordet och sade, 'se hur många arresteringsorder jag kan skriva under på en minut'. Och sedan började han att skriva under order, utan att läsa dem." Utredningarna resulterade i hela arresteringsorder som inte innehöll en enda detalj utöver identifiering av personen i fråga. Istället användes en färdig mall i avsaknad av andra bevis.
Ett 70-tal tonåringar och vuxna arresterades mellan januari och mars 1938, framförallt barn till tyska och österrikiska invandrare, men också några ryssar. Några av de arresterade var helt uppenbart inte medlemmar i Hitlerjugend: 20 var över 30 år gamla och en var 62; de var studenter vid lokala tekniska skolor eller fabriksarbetare. Från grundskolan Karl-Liebknecht-Schule arresterades 13 elever och två lärare och från det tyskspråkiga barnhemmet nr 6 arresterades ett antal barn. Från den kommunistiska teatergruppen Kolonne Links, som gått i exil från Tyskland till Sovjetunionen, arresterades sju personer, de flesta vuxna; däribland Helmut Damerius, en god vän till Wilhelm Piecks son Arthur, som också var skådespelare och Bruno Schmidtsdorf, som hade spelat huvudrollen i Gustav von Wangenheims film Bortsy, en sovjetisk propagandafilm från 1936 som hade gjorts av tyska kommunister i landsflykt. Schmidtsdorf arresterades 5 februari 1938 tillsammans med sina medarbetare Kurt Ahrendt och Karl Oefelein, som alla åtalades för att ha bildat en avdelning inom Hitlerjugend. Alla tre avrättades tre veckor senare. Ahrendt var också engagerad vid Karl-Liebknecht-Schule där han var en ledare inom Unga pionjärer.
De arresterade blev utsatta för tortyr och erkände ofta snabbt de brott de anklagades för, antingen för att försöka få stopp på tortyren eller på inrådan av personer som suttit fängslade längre tid, som framhöll att det var deras enda chans att slippa ifrån misshandeln, som kunde pågå i timmar. Ett antal av de arresterade var barn till framträdande kommunister, som Hans Beimler, jr, son till Hans Beimler, Max Maddalena, jr, son till Max Maddalena, och Gustav Sobottka, jr, son till Gustav Sobottka.
Av de arresterade släpptes sex fria, 20 dömdes till mellan fem och tio års fängelse, 40 avrättades, två skickades tillbaka till Tyskland och en dog i fångenskap. Den första avrättningen ägde rum 20 februari 1938 vid avrättningsplatsen i Butovo; ytterligade 39 personer avrättades där mellan mars och maj 1938.

## Eftermäle
Michail Persitz fick sparken från NKVD och arresterades i april 1939, åtalad på tre punkter för brott mot Artikel 58. Han utsattes för tortyr och erkände sin skuld, men tog senare tillbaka erkännandet. En domstol prövade Persitz och fann honom skyldig på alla punkter. Han sköts ihjäl 2 februari 1940. Ivan Sorokin, som hade varit chef för Avdelning 3 inom den hemliga polisen GUGB, åtalades för att ha felbehandlat fångar och för att ha fabricerat åtal. Han ställdes inför en NKVD-domstol i augusti 1939 och dömdes till döden, en dom som bekräftades av Högsta sovjet.
Efter Stalins död ledde en ny utredning av sammansvärjningen fram till att anklagelserna hade varit grundlösa. Överlevare släpptes fria 1954 och 1955. Gustav Sobottka, jr rehabiliterades postumt 1956.

## Ofullständig lista över arresterade
- Kurt Ahrendt, tonåring – avrättad 1938[2][11]
- Hans Beimler, jr, tonåring
- Helmut Damerius – torterad, skickad till en gulag och bannlyst till Kazakstan
- Hans Klering, vuxen – senare medgrundare av Deutsche Film AG[11]
- Wilhelm Klug, 17 år – överlevare[15]
- Max Maddalena, jr, tonåring – släppt och arresterad igen efter andra världskrigets utbrott, dog i fångenskap[18]
- Karl Oefelein – avrättad 1938[11]
- Hans Petersen – återsänd till Tyskland via Brest-Litovsk[19]
- Wilhelm Reich – återsänd till Tyskland via Brest-Litovsk[19]
- Harry Schmitt – frisläppt på 1940-talet[20]
- Bruno Schmidtsdorf – avrättad 1938[11]
- Günther Schramm – frisläppt på 1940-talet[20]
- Gustav Sobottka, jr, 23 år vid arresteringen, dog i fångenskap vid 25 års ålder
- Erwin Turra – återsänd till Tyskland via Brest-Litovsk[19]